# Hipismo nos Jogos Pan-Americanos de 1999
As competições de hipismo nos Jogos Pan-Americanos de 1999 foram realizadas em Winnipeg, no Canadá. Seis eventos concederam medalhas.

## Medalhistas
| Evento                            | Ouro                        | Prata                       | Bronze                       |
| --------------------------------- | --------------------------- | --------------------------- | ---------------------------- |
| Adestramento individual detalhes  | Debbie McDonald ( USA )     | Shannon Oldham-Duek ( CAN ) | Bernadette Pujals ( MEX )    |
| Adestramento por equipes detalhes | USA Estados Unidos          | COL Colômbia                | MEX México                   |
| Saltos individual detalhes        | Ian Millar ( CAN )          | Peter Wylde ( USA )         | Vitor Alves Teixeira ( BRA ) |
| Saltos por equipes detalhes       | BRA Brasil                  | USA Estados Unidos          | CAN Canadá                   |
| Três dias individual detalhes     | Mary Jane Tumbridge ( BER ) | David O'Connor ( USA )      | Abigail Lufkin ( USA )       |
| Três dias por equipes detalhes    | USA Estados Unidos          | BRA Brasil                  | URU Uruguai                  |

## Quadro de medalhas
| Ordem | País               | Medalha de ouro | Medalha de prata | Medalha de bronze |    |
| ----- | ------------------ | --------------- | ---------------- | ----------------- | -- |
| 1     | USA Estados Unidos | 3               | 3                | 1                 | 7  |
| 2     | BRA Brasil         | 1               | 1                | 1                 | 3  |
|       | CAN Canadá         | 1               | 1                | 1                 | 3  |
| 4     | BER Bermudas       | 1               |                  |                   | 1  |
| 5     | COL Colômbia       |                 | 1                |                   | 1  |
| 6     | MEX México         |                 |                  | 2                 | 2  |
| 7     | URU Uruguai        |                 |                  | 1                 | 1  |
| TOTAL | TOTAL              | 6               | 6                | 6                 | 18 |

## Ligação externa
- Jogos Pan-Americanos de 1999